# 八朗学旅馆

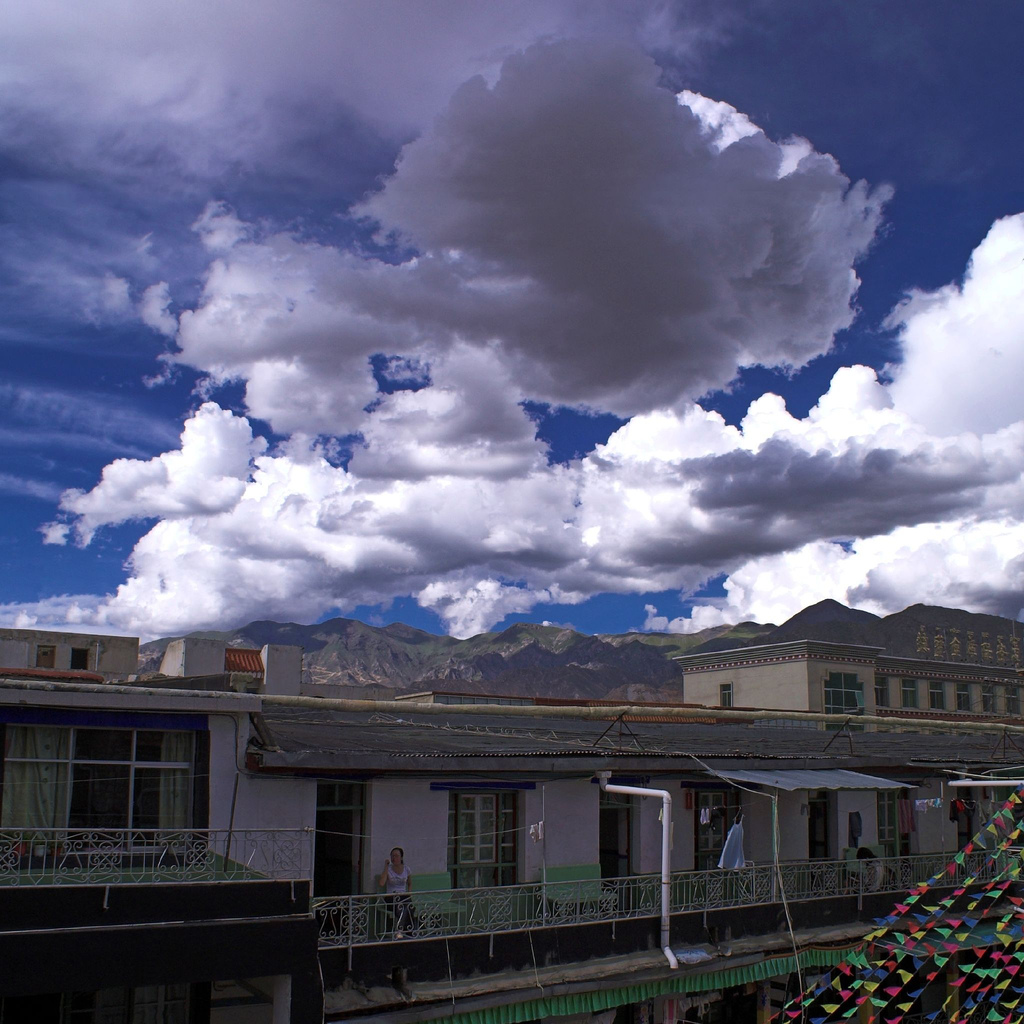
八朗学旅馆

八朗学旅馆（英語：Banak Shöl Hotel）是一座位于中国西藏自治区拉萨市北京东路8号的旅馆，位于吉日街道八朗学社区内。

## 简介
八朗学旅馆创办于1984年。因为当时旅馆的院子内有藏式牧区的黑色大帐篷，故取名“八朗学旅馆”。藏语“八朗学”的意思是黑帐篷。
过去，八朗学旅馆冬季接待从其他地区到拉萨朝佛的农牧民，夏季接待国内外游客。该旅馆的位置及服务好，经旅客口口相传以及互联网的传播，八朗学旅馆的名声渐升，成为拉萨市资历最老且最知名的旅馆之一。
八朗学旅馆拥有普通间和标准间。八朗学旅馆周边有藏餐馆、尼玛甜茶馆、自行车维修点。